# Kimberella

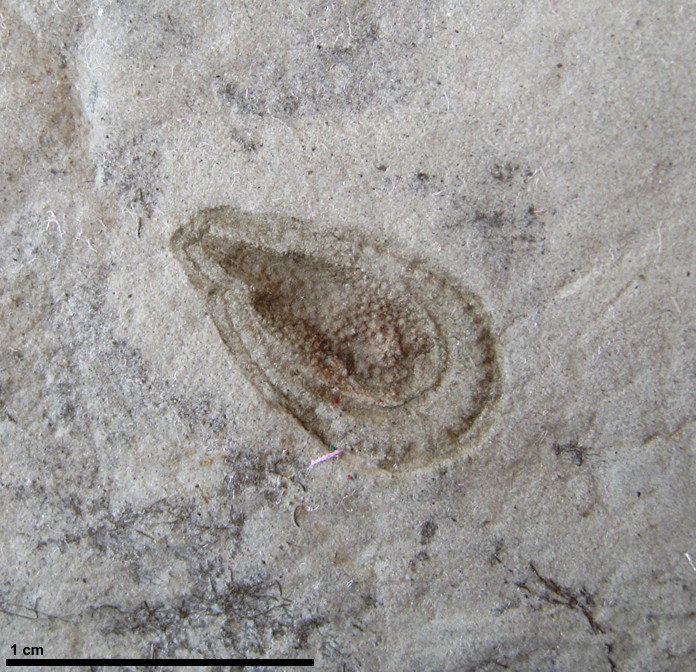
Fósil de Kimberella quadrata.

Kimberella es un género de fósiles del período Ediacárico y cuenta con tan solo una especie, Kimberella quadrata.   Los primeros especímenes se encontraron en Australia en el yacimiento de Ediacara y recientemente en numerosos lugares del Mar Blanco en Rusia cubriendo un intervalo de tiempo de 555 a 558 millones de años atrás.
Como en otros fósiles de Ediacara, las relaciones evolutivas con los demás organismos vivientes conocidos son objeto de debate. En un primer momento los paleontólogos clasificaron a Kimberella como un tipo de medusa; pero desde 1997, debido a su simetría bilateral y las marcas similares a las de una rádula (lengua de los moluscos) que dejaban en su entorno, han hecho pensar a los investigadores que pueda ser un molusco o como mínimo un miembro de Bilateria. La clasificación de Kimberella es importante para entender la explosión del Cámbrico ya que si Kimberella era un molusco o como mínimo un protóstomo, seguramente el linaje de los protóstomos y deuteróstomos pudo haber divergido mucho antes de 555 millones de años atrás.
Aunado a los descubrimientos de posibles embriones de cnidarios en la formación de Doushantuo, si únicamente Kimberella se comprobara bilaterio indicaría que los triploblásticos llevarían ya diversificándose y proliferando desde un tiempo anterior a 580 millones de años atrás.
Se han encontrado más de 1000 especímenes en el Mar Blanco, representando a estos organismos en todos los estadios de madurez, en capas de piedras arenosas de grano fino proporcionando valiosa información sobre su anatomía interna y externa y su forma de locomoción. Kimberella vivía en aguas someras y bien oxigenadas, hasta unas decenas de metros de profundidad, se alimentaba de microorganismos y se reproducía sexualmente probablemente.

## Taxonomía
El género lleva el nombre de Mr. John Kimber, estudiante, profesor, y coleccionista que perdió la vida durante una expedición al centro de Australia en 1964. Originalmente fue descrito con el nombre Kimberia. El problema de este término es que ya estaba en uso por un género de tortugas. El nuevo nombre Kimberella fue propuesto por Mary Wade en 1972.